# Arthur Mallwitz
Arthur Mallwitz (* 15. Juni 1880 in Berlin; † 20. Mai 1968 in Bad Honnef) war ein deutscher Leichtathlet, Arzt und der Begründer der Sportmedizin.

## Leben und Werk
Mallwitz war ein aktiver Leichtathlet und nahm in den Disziplinen Weitsprung, Standhochsprung und Fünfkampf an den Olympischen Zwischenspielen 1906 in Athen teil. 1908 startete er bei den Olympischen Spielen in London im Standweitsprung und Standhochsprung und erreichte in dieser Disziplin mit einem achten Rang seine beste olympische Platzierung. 1907 wurde er Deutscher Meister im Hochsprung.
Bei den Spielen in Athen traf er 1906 erstmals Carl Diem. Ab 1906 redigierte Mallwitz die Zeitschrift Körperkultur – Monatsschrift für vernünftige Leibeszucht, die er 1913 an den völkischen Verleger Erich Matthes abgab. 1908 schloss er sein Medizinstudium an der Universität Berlin mit der Promotion ab. Seine Arbeit Körperliche Hochleistungen mit besonderer Berücksichtigung des Olympischen Sports gilt als erste sportmedizinische Dissertation überhaupt. Zu seinen Lehrern gehörten August Bier, Rudolf Klapp und Max Rubner.
Bei der Internationalen Hygiene-Ausstellung von 1911 in Dresden war Mallwitz für die Organisation der von Max Rubner geleiteten Sportabteilung verantwortlich. Dazu richtete er ein Sportlaboratorium ein und führte zusammen mit René du Bois-Reymond anthropometrische Messungen an Spitzensportlern durch. 
1913 wurde Mallwitz beim Deutschen Stadion in Berlin-Grunewald als weltweit erster hauptamtlicher Sportarzt eingestellt. Dies geschah auf Betreiben der Berliner Vereinigung zur wissenschaftlichen Erforschung des Sports und der Leibesübungen e. V., einer 1912 gegründeten Vorläuferorganisation des Deutschen Reichskomitees für die wissenschaftliche Erforschung des Sportes und der Leibesübungen.
1911 wurde Mallwitz Mitglied der "Akademischen Sektion Dresden" des "Deutschen und Österreichischen Alpenvereins", der er bis zur Auflösung 1945 angehört.(Sektions-Mitgliederliste)
Über seine Erfahrungen als Mannschaftsarzt der deutschen Olympiamannschaften bei den Spielen in London 1908 und Stockholm 1912 berichtete Mallwitz auf dem ersten deutschen Sportärztekongress 1912 in Oberhof. Die geplante Errichtung eines sportwissenschaftlichen Forschungsinstituts in Berlin-Charlottenburg und die Gründung des Deutschen Reichskomitees für die wissenschaftliche Erforschung des Sportes und der Leibesübungen bezeichnete er als „Krone der Bestrebungen, die das Deutsche Reich bei der sechsten Olympiade 1916 in Berlin an die erste Stelle der Nationen setzen dürfte“.
Ab 1917 war Mallwitz als Stabsarzt der sportärztliche Übungsleiter des Lazaretts I der Landesanstalt Görden in Brandenburg an der Havel. Auf der 3. Kriegschirurgischen Tagung in Brüssel im Februar 1918 stellte er zusammen mit Generaloberarzt Reinhold Leu die Ergebnisse seiner Arbeit vor. In Folge wurde die Bewegungstherapie als Heilmaßnahme für Kriegsversehrte offiziell anerkannt.
1920 verfasste Mallwitz im Auftrag der Deutschen Studentenschaft eine Denkschrift zur Bildung des Turn- und Sportamtes der Studentenschaft und setzte sich darin unter anderem für die Bildung von Sportämtern durch die Allgemeinen Studentenausschüsse der einzelnen Universitäten und regelmäßige Wettkämpfe, auch für Studentinnen ein. Ab 1922 arbeitete er als Referent (später Ministerialrat) für Leibesübungen am Preußischen Ministerium für Volkswohlfahrt. 1924 wurde auf einer Tagung der Deutsche Ärztebund zur Förderung der Leibesübungen gegründet, zu dessen stellvertretendem Vorsitzenden Mallwitz gewählt wurde. Erster Vorsitzender wurde Ferdinand August Schmidt.
Bei der Gründung des Weltverbandes für Sportmedizin, der Association Internationale Medico Sportive/AIMS (heute FIMS) im Rahmen der 2. Olympischen Winterspiele in St. Moritz 1928 fiel die Wahl auf Mallwitz als Generalsekretär. Im gleichen Jahr erhielt er einen Lehrauftrag für Sporthygiene an der Universität Berlin.
1951 wurde Mallwitz zum ersten Vorsitzenden der neugegründeten Arbeitsgemeinschaft Deutscher Versehrtensport gewählt.

## Veröffentlichungen
- Das Turn- und Sportamt der Deutschen Studentenschaft. Göttingen 1920.
- als Hrsg. mit Carl Diem und E. Neuendorff: Handbuch der Leibesübungen. Berlin 1923.
- als Hrsg.: Arzt und Sport. Mitteilungen des Deutschen Sportärzte-Bundes e. V., Reichsfachschaft der Sport- und Lagerärzte. Georg Thieme, Leipzig um 1935 (halbmonatliche Beilage in Deutsche Medizinische Wochenschrift).